# Kouafo-Akidom
Kouafo-Akidom  est une localité du nord-est de la Côte d'Ivoire et appartenant au département de Bondoukou, district du Zanzan, région du Gontougo. La localité de Kouafo-Akidom est un chef-lieu de commune.